# Le Kempferhof Golf Club
Le Kempferhof Golf Club is een Franse golfclub in Plobsheim, 10 kilometer ten zuiden van Straatsburg in de Elzas.

## De baan
De Kempferhof heeft een 18 holesbaan met een par van 72, in 1990 aangelegd door golfbaanarchitect Bob von Hagge.